# Liste der Könige von Bagan
Das Königreich von Bagan wurde von Anawrahta begründet, der mehrere kleine Fürstentümer am Mittellauf des Flusses Ayeyarwady im heutigen Myanmar einigte und weitere Gebiete, insbesondere das südlich von Bagan gelegene Reich der Mon, dazu eroberte. Das Ende kam 1287 mit dem Einfall der Mongolen unter Kublai Khan. Die Nachfolger von Narathihapate waren nurmehr Marionetten der Mongolen auf dem Thron von Bagan.
| Name                    | Bild | König von         | König bis           | Verwandtschaft mit Vorgänger(n) |
| ----------------------- | ---- | ----------------- | ------------------- | ------------------------------- |
| Anawrahta               |      | 11. August 1044   | 11. April 1077      | Sohn von Kunhsaw Kyaunghpyu     |
| Sawlu                   |      | 11. April 1077    | etwa 21. April 1084 | Sohn                            |
| Kyanzittha              |      | 21. April 1084    | 1112/13             | Halbbruder                      |
| Alaungsithu             |      | 1112/13           | 1167                | Enkel                           |
| Narathu                 |      | 1167              | etwa Februar 1171   | Sohn                            |
| Naratheinkha            |      | etwa Februar 1171 | Mai 1174            | Sohn                            |
| Narapatisithu           |      | Mai 1174          | 18. August 1211     | Bruder                          |
| Htilominlo              |      | 18. August 1211   | 19. Juli 1235       | Sohn                            |
| Kyaswa                  |      | 19. Juli 1235     | etwa Mai 1251       | Sohn                            |
| Uzana                   |      | etwa Mai 1251     | etwa 6. Mai 1256    | Sohn                            |
| Narathihapate           |      | 6. Mai 1256       | 1. Juli 1287        | Sohn                            |
| Interregnum (1287–1289) |      |                   |                     |                                 |
| Kyawswa                 |      | 30. Mai 1289      | 17. Dezember 1297   | Sohn                            |
| Sawhnit                 |      | 1298              | 1312                | Sohn                            |